# Szyndzielny Groń

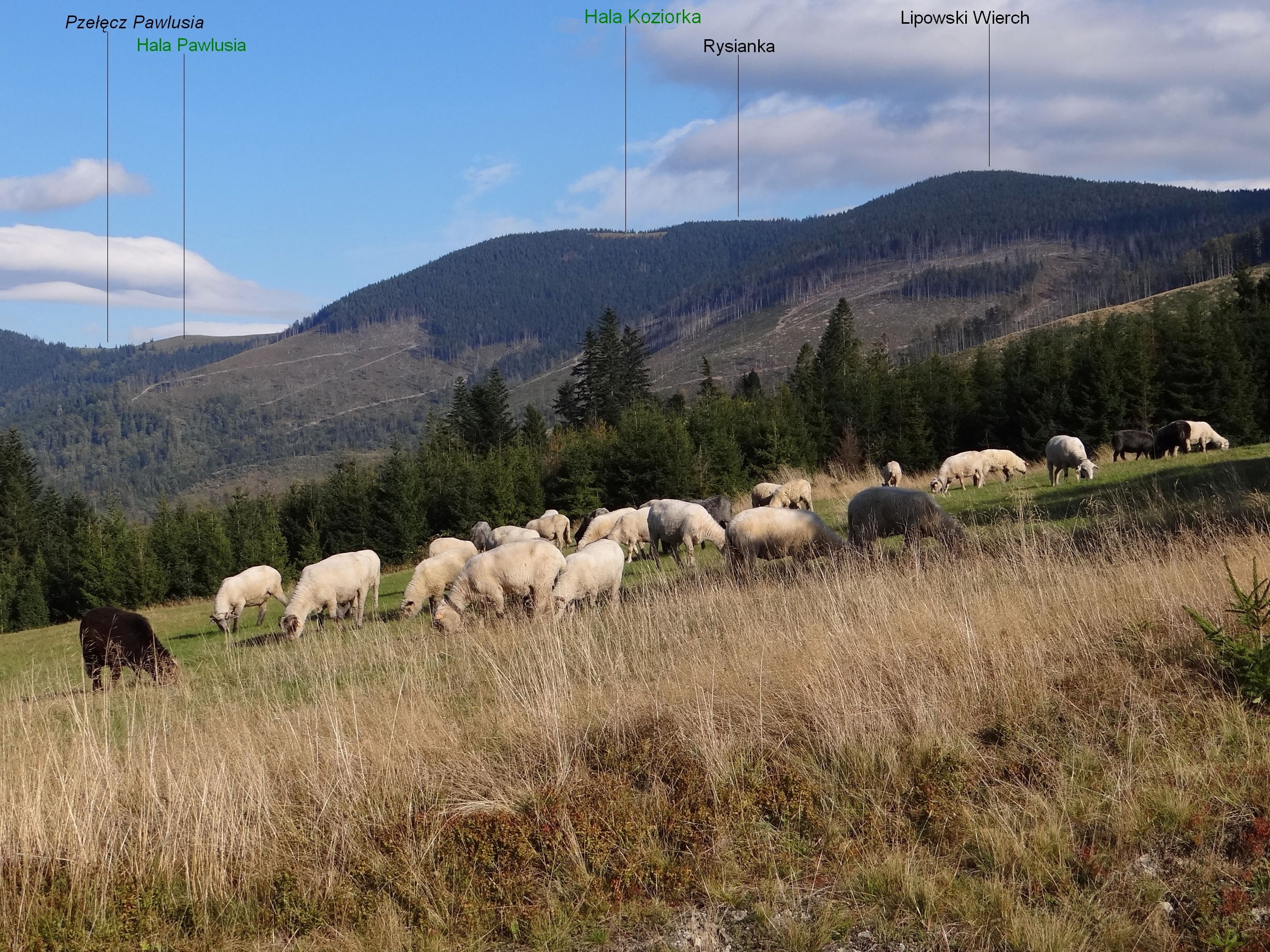
Widok z Cukiernicy Niżnej

Szyndzielny Groń – północno-zachodni grzbiet Rysianki w Beskidzie Żywiecko-Orawskim. Opada od jej wierzchołka (1322 m) do wysokości około 700 m, w widły dwóch źródłowych cieków potoku Zimna Raztoka. Na jego grzbiecie, tuż pod szczytem Rysianki znajduje się hala Kaziorka, poza tym cały grzbiet jest zalesiony świerkowym lasem, znaczna jego część jednak to wiatrołomy.
Szyndzielny Groń znajduje się w granicach wsi Żabnica w województwie śląskim, w powiecie żywieckim, w gminie Węgierska Górka. Prowadzi przez niego znakowany szlak turystyczny. Ostatni, bardzo stromy odcinek pod przełęczą Pawlusia szlak pokonuje szerokimi serpentynami.
Według Aleksego Siemionowa poprawna nazwa to Szędzielny Groń, taką nazwę podawał bowiem już Andrzej Komoniecki (1658–1728), autor „Chronografii albo Dziejopisu Żywieckiego”. Jest to nazwa pochodzenia wołoskiego, po rumuńsku słowo sindrilar oznacza gonciarz, sindrila gont, a więc szyndzielnia to miejsce, gdzie wyrabiano gonty. W Beskidzie Śląsko-Morawskim istnieje szczyt Šindelna i miejscowość Šindlar, podobne nazwy są też w Jesionikach. Na mapach austriackich, mapach PPWK i WIG pojawiła się nazwa Szydelnia, w państwowym rejestrze nazw geograficznych i na mapach Geoportalu jest to Szyndzielny Groń.

## Szlak turystyczny
Żabnica – Szyndzielny Groń – przełęcz Pawlusia – hala Rysianka